# Лопушанка (Закарпатская область)
Лопушанка (укр. Лопушанка) — село в Свалявской городской общине Мукачевского района Закарпатской области Украины.
Население по переписи 2001 года составляло 241 человек. Почтовый индекс — 89332. Телефонный код — 3133. Занимает площадь 0,256 км². Код КОАТУУ — 2124082303.

## История
В 1946 году указом ПВС УССР село Брустов переименовано в Лопушанку.